# Detenció (curtmetratge)
Detenció (originalment en anglès, Detainment) és un curtmetratge dramàtic irlandès del 2018 escrit i dirigit per Vincent Lambe, sobre l'assassinat de James Bulger. Va ser nominat al millor curtmetratge als 91ns Premis Oscar. S'ha subtitulat al català.

## Sinopsi
La recreació parcialment alterada amb finalitats dramàtiques del crim de James Bulger mostra que els nens de 10 anys Jon Venables i Robert Thompson van respondre diverses preguntes sobre els fets a diferents comissaries de Liverpool. Contínuament es culpen mútuament i es mostren salts enrere del temps que van passar junts amb en James. Finalment, són considerats culpables d'assassinat, i els dos nois són detinguts fora de la pantalla.

## Repartiment
- Ely Solan com a Jon Venables
- Leon Hughes com a Robert Thompson
- Will O'Connell com al detectiu Dale
- David Ryan com al detectiu Scott
- Tara Breathnach com a Susan Venables
- Killian Sheridan com a Neil Venables

## Recepció
Detenció va rebre comentaris generalment positius per part dels crítics i molts van elogiar les interpretacions, especialment la de Solan, i el tractament del tema, encara que molts van criticar la decisió de Lambe de fer la pel·lícula sense el consentiment de la família de James Bulger. El gener de 2019 va ser nominat al premi Oscar al millor curtmetratge a la 91a edició del premis de l'Acadèmia. Denise Fergus, la mare de James Bulger, va declarar que estava "disgustada i molesta" per la pel·lícula i la seva posterior nominació perquè la pel·lícula es va fer sense contactar amb la seva família. Anteriorment, havia fet circular una petició per retirar-la de la consideració de l'Oscar, que va obtenir més de 227.000 signatures el 29 de gener de 2019, i va adreçar-se al director de la pel·lícula per retirar-la dels Oscars. Lambe va dir que no ho faria, i va dir: "És com dir que n'hauríem de cremar totes les còpies. Crec que derrotaria el propòsit de fer la pel·lícula." La pel·lícula té un 83% d'aprovació per part dels crítics de Rotten Tomatoes basat en sis ressenyes, i una valoració mitjana de 7,8 sobre 10.
Malcolm Stevens, que va supervisar la detenció dels menors com a assessor professional de l'antic ministre de l'Interior, va defensar la realització de la pel·lícula en un article d'opinió, tot dient que la cinta plantejava qüestions sobre el tractament dels joves delinqüents que considera que "els successius governs s'han esforçat per evitar".